# Charles Dennis Adams
Charles Dennis Adams (1929 - 2005) era um botânico norte-americano .